# ماتو (أسطورة)
ماتو (بالإنجليزية: Matuu)‏ الريح البولينيزية الشمالية. هي الريح الثانية التي أخضعها ماوي لسيطرته.